# Eta Scuti
Eta Scuti (33 Scuti) é uma estrela na direção da constelação de Scutum. Possui uma ascensão reta de 18h 57m 03.63s e uma declinação de −05° 50′ 46.4″. Sua magnitude aparente é igual a 4.83. Considerando sua distância de 207 anos-luz em relação à Terra, sua magnitude absoluta é igual a 0.82. Pertence à classe espectral K1III.